# Baron Milverton
Baron Milverton, of Lagos and of Clifton in the City of Bristol, ist ein erblicher britischer Adelstitel in der Peerage of the United Kingdom.

## Verleihung
Der Titel wurde am 10. Oktober 1947 für den Kolonialbeamten Sir Arthur Richards geschaffen. Dieser war zu diesem Zeitpunkt Gouverneur von Nigeria, nachdem er zuvor bereits in derselben Funktion in Nord-Borneo, Gambia, Fidschi und Jamaika tätig gewesen war.

## Liste der Barone Milverton (1947)
- Arthur Frederick Richards, 1. Baron Milverton (1885–1978)
- Fraser Arthur Richard Richards, 2. Baron Milverton (* 1930)

Voraussichtlicher Titelerbe (Heir Presumptive) ist der Bruder des aktuellen Barons, Hon. Michael Hugh Richards (* 1936).